# 汪槩
汪槩，湖南省長沙府善化縣人，清朝政治人物、進士出身。
光緒六年（1880年），参加庚辰科殿試，登進士二甲第27名。同年五月，改翰林院庶吉士。